# Democracia Directa (Perú)
Democracia Directa es un partido político peruano de izquierda que tiene como base los principios y objetivos propuestos por la Asociación Nacional de Fonavistas de los Pueblos del Perú (ANFPP). Fue fundado en 2001 como Fonavistas del Perú, esta organización política fue fundada por un grupo de afiliados de ANFPP y luego liderados por Andrés Alcántara en el año 2013.

## Historia

### Antecedentes

#### Asociación Nacional de Fonavistas de los Pueblos del Perú
La ANFPP es reconocida por la Oficina Nacional de Procesos Electorales a partir de la adquisición del KIT electoral que presenta ante el Congreso de la República con 71, 717 firmas válidas para emprender la iniciativa legislativa del Proyecto de Ley de Devolución del Fonavi a los trabajadores que contribuyeron en el mismo.
La Asociación Nacional de Fonavistas de los Pueblos Peruanos se forma con el fin de que los aportantes del Fondo Nacional de Vivienda obtengan la devolución del dinero que les fue descontado. Esta asociación consigue las firmas requeridas para promover la realización de un referéndum aprobatorio que se realizó el 3 de octubre de 2010, en el que se impone la opción por la devolución de los aportes. La devolución de los aportes se impuso por  9 115 867 votos de la población. Posteriormente, El 8 de diciembre del 2010 fue publicada en diario oficial El Peruano la resolución que se declaraba el triunfo del SI; así como,  la Ley N.º 29625- LEY APROBADA POR REFERÉNDUM- Ley Devolución de Dinero del FONAVI a los trabajadores que contribuyeron al mismo. (La República 2012; Estudio Canelo)

### Fundación de Democracia Directa
La inscripción del partido político Democracia Directa fue formalizada a través de la Resolución n.º 226 publicada en el diario oficial El Peruano. De acuerdo con la resolución: “La solicitud de inscripción fue presentada el 7 de diciembre del 2011, junto a 19 mil 600 planillones y tres discos compactos con los requisitos exigidos para este tipo de trámite, pero estos no pudieron ser verificados por deficiencias.” Las firmas válidas presentadas por Fonavismo Democracia Directa para lograr su inscripción fueron 164 mil 672.

## Participación electoral

### Elecciones regionales y municipales del 2014
La organización política Democracia Directa presentó a sus candidatos en las elecciones municipales y regionales del 2014. En estas elecciones obtuvo autoridades electas. En Madre de Dios obtuvo la presidencia (Luis Otsuka) y vicepresidencia (Juana Medrano) regional. A nivel municipal provincial obtuvo un escaño en el departamento de La libertad y dos en el departamento de Moquegua. Por último a nivel municipal distrital obtuvo escaños en Áncash, Cajamarca, Arequipa, La libertad y Lambayeque.

### Elecciones generales de 2016
En primer lugar con respecto al proceso presidencial, el 20 de diciembre, se realizaron las elecciones internas en el local principal del partido Democracia Directa. Como resultado de esta elección, se estableció que la fórmula presidencial del partido estaría conformada por Gregorio Santos Guerrero como candidato a la presidencia de la república; como candidato a la primera vicepresidencia, Andrés Alcántara y en la segunda vicepresidencia Simón Chipana.
Posteriormente, el 6 de enero, Andrés Alcántara, líder de Democracia Directa, anunció la presentación de la solicitud inscripción de la plancha presidencial del partido. Dicha solicitud fue presentada ante el Jurado Electoral Especial de Lima por Daniel Ronald Raa Ortiz, quien se desempeña en el cargo de personero legal titular del partido.

#### Participación de Gregorio Santos
Gregorio Santos, educador de profesión y exmilitante de Patria Roja, militaba en el Movimiento de Afirmación Social cuando fue invitado a formar parte de Democracia Directa. Santos se hallaba en prisión cuando esto ocurrió. Su participación como candidato presidencial por este partido tuvo distintas reacciones de sus seguidores. Pese a las críticas, la participación de Santos tuvo, en términos de mayoría aceptación en Cajamarca. Su condición de candidato no se vio afectada por su encarcelamiento, debido a que no tenía condena.

### Post-campaña de 2016
Las Elecciones generales del 2016, vislumbraron la posibilidad de que Democracia Directa no obtenga representación en el Parlamento Andino, pese a superar la valla electoral. La aplicación de la valla electoral en dichas elecciones estableció que los partidos que no logren obtener 6 congresistas en más de una circunscripción u obtengan menos del 5% de los votos válidos en todo el país perderían su inscripción ante el Registro de Organizaciones Políticas (ROP).
Distintos expertos opinaron acerca de esta polémica, entre ellos el secretario general de Transparencia señaló que se debe considerar solo la votación en la elección al Congreso de la República cuando se habla de ‘elección nacional’. No obstante, Andrés Alcántara, líder de Democracia Directa, señaló que: […]habrían pasado la valla electoral al obtener el 5,15% de los votos válidos en el Parlamento Andino […] por tanto, además, les correspondería que sus candidatos en la elección congresal que fueron elegidos en sus circunscripciones puedan acceder a un puesto de representación.
Finalmente, La Oficina Nacional de Procesos Electorales (ONPE) se pronunció al respecto y anunció que, a pesar haber pasado la valla, el partido Democracia Directa no alcanzó la barrera electoral y por ello no obtendría representación parlamentaria.

## Principios del partido
Por un lado los principios de la organización política Democracia Directa que están contemplados en el artículo 8 de su estatuto son doce:
El primer punto hace referencia al respeto hacia la vida la vida humana y a la biodiversidad del planeta, para ello resulta necesaria la protección e impulso de desarrollo individual y colectivo de los seres humanos sobre todo en el territorio nacional. El segundo punto señala al trabajo como factor de desarrollo humano. Esto implica, también, eliminar toda forma de explotación y de segregación del trabajador. El tercer punto establece a la democracia directa, como mecanismo para que el pueblo administre, legisle directamente la sociedad a través de la participación en la vida pública y los asuntos de Estado. La soberanía del pueblo está por encima de todos los demás poderes del Estado y las instituciones.
Con respecto al cuarto y quinto punto estos señalan la importancia de la de la integridad nacional y la protección a la propiedad nacional. Para lo cual se requiere el reconocimiento de la necesidad de reconstruir esas comunidades en sus aspectos demográficos, lingüísticos, ideológicos, tecnológicos, productivos, artísticos para generar colectividad integral; así como, generar un sentimiento concreto de patriotismo frente a la propiedad que los extranjeros puedan adquirir en el territorio nacional la de los nacionales debe ser defendida y priorizada por cuanto solo estos constituyen la base natural de la defensa y preservación de la nación, de su integridad y desarrollo, mientras que los extranjeros solo procuran riqueza para sí.
En el sexto punto se señala que la economía debe generar equilibrio social considerando a la persona como el fin supremo a través la satisfacción las necesidades de la sociedad humana que contribuye a generar riqueza y se integra a la distribución de esta misma. Asimismo, el equilibrio social considera la preservación del medio ambiente por deben garantizarse. En el séptimo punto se establece que el proceso de regionalización debe consolidarse y al mismo tiempo debe promoverse el proceso de descentralización efectiva promoviendo polos de desarrollo alternativos a la capital.
Con respecto a los puntos ocho, nueve y diez, estos se refieren a las necesidades de los ciudadanos. Con respecto al punto ocho, la educación se entiende como necesaria para lograr el desarrollo integral por lo que debe ser de carácter universal y gratuita para insertar a los educandos a la actividad productiva. Asimismo, la salud es comprendida como un derecho universal, pues el Estado debe garantizar la salud y la medicación. Además, el punto diez señala que la seguridad social,  debe ser administrada por los propios trabajadores.
Finalmente, los últimos dos principios del partido corresponden a las características del Estado. Este debe ser transparente; es decir que la información debe ser pública sin excepciones. Además este debe ser decente en el sentido político, sus propuestas de políticas de Estado deben ser justas, verdaderas y razonables. En el caso contrario deben aplicarse sanciones.

## Fines y objetivos

Logo de Fonavistas del Perú.

Los fines y objetivos del partido están contemplados en el artículo 9 del estatuto del mismo.  Además, resulta válido que con el propósito de realizarlos la organización y/o el Consejo Directivo Nacional podrá aprobar la conformación de alianzas con otras organizaciones políticas y sociales.
En este sentido, el partido se propone vigilar la vigencia del "Estado constitucional de derecho"; asegurar el desarrollo del sistema democrático, combatir las posiciones antidemocráticas (abuso de autoridad, autoritarismo, caudillismo, colonialismo y gamonalismo político), lograr el bienestar y desarrollo de los pueblos del Perú; participar en los procesos electorales en todos los niveles y ejercer los mecanismos de participación y control ciudadanos; contribuir a toda formación cívica y política de la población, sustentada en el ejercicio directo de sus derecho; luchar por el desarrollo de las comunidades campesinas y nativas; luchar por la protección del menor, el adolescente, la mujer, el adulto mayor, las personas con discapacidad; realizar cooperación y proyección social a nivel nacional e internacional; lograr el desarrollo sostenido y sustentable del país.
Asimismo con respecto a la adhesión partidaria, Democracia directa se propone promover la afiliación de los ciudadanos en general a la Organización Política Fonavistas del Perú; proteger la integridad de sus afiliados: procurar que estos tengan una conducta respetuosa de la ideología, principios, programa y Estatuto de la Organización; promover la vinculación con organizaciones y personalidades del país y extranjeras, que coincidan con sus postulados y principios; difundir y propagar la ideología, principios, programa y plataforma política de la organización entre la ciudadanía y sus simpatizantes; lograr el desarrollo económico de la nación mediante la aplicación de su plan y programas de gobierno.

## Resultados electorales

### Elecciones presidenciales
|  | 0.25 % |

|  | 3.27 % |

|  | 0.290 % |

### Elecciones parlamentarias
|  | 1.32 % |

|  | 4.33 % |

|  | 3.68 % |

|  | 0.78 % |

### Elecciones al Parlamento Andino
|  | 1.56 % |

|  | 5.02 % |

|  | 0.91 % |

### Elecciones regionales y municipales
| Año  | Gobiernos Regionales | Alcaldías Provinciales | Alcaldías Distritales |
| Año  | Representantes       | Representantes         | Representantes        |
| ---- | -------------------- | ---------------------- | --------------------- |
| 2010 | 0/25                 | 0/196                  | 2/1874                |
| 2014 | 1/25                 | 0/196                  | 4/1874                |
| 2018 | 0/25                 | 8/196                  | 32/1874               |